# Clariaidae
Clariaidae é uma família de rotíferos pertencente à ordem Ploima.
Esta família tem apenas um género que, por sua vez, tem apenas uma espécie:
- Claria Kutikova, Markevich & Spiridonov, 1990
  - Claria segmentata Kutikova, Markevich & Spiridonov, 1990